# نادي أفتودور ساراتوف لكرة السلة
نادي أفتودور ساراتوف لكرة السلة (بالروسية: Автодор) هو فريق كرة سلة روسي للمحترفين تأسس في سنة 1960 يقع مقره في ساراتوف. ينافس في دوري اتحاد في تي بي.

## الإنجازات
- دوري السوبر الروسي لكرة السلة
  - البطولة (2): 2009، 2014

## أبرز اللاعبين
من أبرز اللاعبين الذين لعبوا معه:
- بينو أودريه
- إيفجيني باشوتين
- جينتاراس إنيكيس
- يوليوس نوسو
- كيبو ستيوارت
- كيريلو فيسينكو
- سيميون أنتونوف
- سيرجي مونيا
- فلاديمير فيريمينكو
- ياروسلاف كوروليف

## وصلات خارجية
- الموقع الرسمي

قالب:دوري اتحاد في تي بي